# Mariano Pernía
Mariano Andrés Pernía Molina (* 4. Mai 1977 in Buenos Aires) ist ein argentinisch-spanischer Fußballspieler. Er ist Doppelstaatsbürger von Spanien und Argentinien. Zuletzt war der ehemalige spanische Nationalspieler bei CA Tigre unter Vertrag.
Er ist Verteidiger und spielt zu meist auf der linken Außenbahn. Nach einer Verletzung von Asier del Horno wurde er für diese Position von Luis Aragonés für die Weltmeisterschaft 2006 in Deutschland nachnominiert. Im letzten Vorbereitungsspiel vor der WM gegen Kroatien gab er sein Länderspieldebüt und erzielte ein Freistoßtor. Bei der Weltmeisterschaft wurde er bei zwei Vorrundenspielen und im Achtelfinale gegen Frankreich eingesetzt, das Spanien verlor.
Am 7. Juli 2009 verletzte sich Pernía bei einem Verkehrsunfall in Argentinien schwer. Er zog sich eine Fraktur des Schlüsselbeins und einen Lungenriss zu.
Im September 2010 wechselte Pernía zu Nacional Montevideo. Bei den „Bolsos“ bestritt er in der Apertura 2010 sieben Erstligaspiele (kein Tor). Im Januar 2011 schloss er sich dem argentinischen Klub CA Tigre an und wurde bis zum Ende der Spielzeit 2010/11 neunmal in der Primera División eingesetzt. Dabei traf er einmal ins gegnerische Tor.

## Erfolge
- Finalist Copa del Rey 2003 (mit Recreativo de Huelva)
- Teilnahme an der Fußball-Weltmeisterschaft 2006 (drei Einsätze)